# Banys de Sant Elm
Els Banys de Sant Elm són un edifici de Sant Feliu de Guíxols (Baix Empordà) protegit com a bé cultural d'interès local.

## Descripció
És una construcció de dues plantes en forma horitzontal, totalment estucat de blanc. Bàsicament és un conjunt d'obertures en forma d'arcades; les de la planta baixa formen un porxo al costat dret i a l'esquerra donen pas a una terrassa on es troben les casetes de banys. A la part superior s'hi troben uns finestrals emmarcats en un semicercle. A la part est hi destaca un annex amb finestres el primer pis.
És un conjunt plenament pensat per la seva funció, sense destacar de l'àmbit on es troba, en la badia de Sant Feliu. La brillant solució arquitectònica de galeries, porxos, espigons i rotondes li proporcionen una singular imatge, avui desapareguda. Tan sols es manté en part i amb la funció de restaurant.

## Història
Les primeres instal·lacions dels Banys de Mar a Sant Feliu eren poc més que barraques de fusta per canviar-se de roba, que Antoni Romaguera aixecà l'any 1875 prop de les pedreres de la vila, al peu de la muntanya de Sant Elm. El 1893 Baldomero Ribot les substituí pel Balneario Guixolense, conegut popularment com els Banys d'en Baldomero, creant així el primer establiment permanent de banys públics de la Costa Brava. L'any 1919 Pere Rius i Calvet va comprar el Balneario i el convertí en els elegants Banys de Sant Elm, que van esdevenir les úniques instal·lacions d'aquest tipus existents a la costa gironina.
El turisme local va començar a ser important els anys vint i trenta, per això el 1922 es varen construir aquests banys que comprenien uns banys de mar calents i un club esportiu. Aquest edifici es va fer en substitució d'uns establiments més elementals.
La moda imposada en els anys 20 pel que fa a la hidroteràpia afavorí aquest tipus d'edificis per a banys de mar, complement d'algunes instal·lacions balneàries. Aquest edifici construït el 1922 va estar dedicat a l'oci, als banys de mar (freds o calents) i a la hidroteràpia fins a mitjans dels anys 40. Tenia una piscina d'aigua de mar coberta amb una gran obertura vers el port.
Als anys 1940 i 1950, el balneari es va convertir en una sala de ball molt popular sota el nom de Can Rius. Als 1990, l'espai va esdevenir tota una icona de l'oci nocturn a la Costa Brava, com a discoteca, amb el nom de Palm Beach, fins que va tancar el 2007.